# Accidentally on Purpose - Sanremo's Festival 2014
Accidentally on Purpose - Sanremo's Festival 2014 è un EP collaborativo del cantautore Raphael Gualazzi e del DJ The Bloody Beetroots, pubblicato nel 2014.

## Il disco
L'EP contiene quattro tracce, rappresentate dai due brani presentati dal duo nel corso del Festival di Sanremo 2014 (tra cui Liberi o no, classificatosi secondo nella kermesse) e gli stessi due brani in versione strumentale.

## Tracce
1. Liberi o no – 3:37
2. Tanto ci sei – 3:47
3. Liberi o no (Instrumental) – 3:37
4. Tanto ci sei (Instrumental) – 3:46